# Sermizelles
Sermizelles település Franciaországban, Yonne megyében. Lakosainak száma 249 fő (2022. január 1.). Sermizelles Givry, Blannay, Girolles és Voutenay-sur-Cure községekkel határos.

## Népesség
A település népessége az elmúlt években az alábbi módon változott:
| Lakosok száma | 279  | 262  | 268  | 256  | 252  | 248  | 244  | 244  | 249  |
|               | 2013 | 2015 | 2016 | 2017 | 2018 | 2019 | 2020 | 2021 | 2022 |